# クリス・トーマス
クリス・トーマス（Chris Thomas、1947年1月13日 - ）は、イングランドの音楽プロデューサーである。

## 略歴
エルトン・ジョンとは同窓生であり、学生時代に共にバンドを組んでいた。のちにトーマスはジョンの多くのアルバムをプロデュースしている。
プロデューサーとしての活動のきっかけは、ビートルズのプロデューサーのジョージ・マーティンに手紙を書いたことだった。マーティンに認められて彼の傍らで働き、『ホワイト・アルバム』（1968年）にアシスタント・プロデューサーとして携わった。
それ以降、プロコル・ハルム、ピンク・フロイド、ジョン・ケイル、ロキシー・ミュージック、セックス・ピストルズ、ポール・マッカートニー、プリテンダーズ、ピート・タウンゼント、エルトン・ジョン、INXS、パルプ、U2、レイザーライト、ザ・ストライプス、トム・ロビンソン・バンドなどの作品のプロデュースを行った。
ビートルズのメンバーではジョン・レノンとジョージ・ハリスンのファンだったらしく、解散後のメンバーの活動の中ではハリスンの作品を最も高く評価している。
トーマスは片耳の聴力が極端に弱いと言われている。実際、彼のプロデュース作品はステレオ感が希薄であるが、すべての音が中音域に密集してダンゴのように耳に飛び込んで来るパンチの効いた音響処理が特徴である。
1974年、サディスティック・ミカ・バンドのセカンド・アルバム『黒船』をプロデュースした。その縁で知り合ったメンバーのミカと不倫に陥り、ミカはメンバーで夫の加藤和彦と離婚。サディスティック・ミカ・バンドは解散した。しかしトーマスはミカと結婚せず、数年で別れた。